# Tagaste
Tagaste o Tagastense Oppidum, segons Plini el Vell, va ser una ciutat de Numídia (avui ruïnes de Tajilt a la wilaya de Suk Ahras, Algèria) a la riba d'un riu avui anomenat Oued Hamise, segons l'Itinerari d'Antoní. Aquí va néixer Agustí d'Hipona, nom que li ve de l'enclavament que hi havia a uns 95 km, l'actual Annaba.

## Altres dades
Actualment, filòlegs i investigadors de les Illes Canàries (Espanya) han relacionat el topònim Tagaste amb Tegueste. Aquest últim deriva de tegăsət* , que significa ‘humida’ i és d'origen guanxe, els quals tenien un origen amazic.